# Begíjar
Begíjar là một đô thị trong tỉnh Jaén, Tây Ban Nha. Theo điều tra dân số 2006 (INE), đô thị này có dân số là 3101 người.
37°59′B 3°32′T / 37,983°B 3,533°T